# ديانا دويغ
ديانا دويغ هي لاعبة كرلنغ كندية، ولدت في 13 مارس 1972.